# Jean Floux
 (novembre 2016).
Jules-Georges dit Jean Floux, né à Bourges le 28 janvier 1855 et mort à Paris le 7 juin 1892, est un poète et journaliste français.

## Biographie
Bachelier ès lettres après des études au collège de Sainte-Marie à Bourges, il est d'abord employé dans l'administration locale puis à Pithiviers. En 1876, il devient professeur au collège de Nogent-le-Rotrou mais abandonne l'enseignement en 1879 pour s'installer à Paris. Il y publie de la poésie ainsi que des chroniques dans différents journaux. Il est un des habitués du Chat Noir.
Il publie, en 1886, un volume de poésie intitulé Les Maîtresses illustré notamment par Jean Béraud, Benjamin-Constant, Fanny Fleury, Hector Giacomelli, Luc-Olivier Merson.
Sa pièce Une nuit d'Athènes, comédie en un acte, en vers est restée inachevée.

## Publications
- Les Maîtresses, M. de Brunhoff, Paris, 1886.